# 華灰蝶屬
華灰蝶屬（學名：Wagimo）是線灰蝶亞科線灰蝶族裡的一個屬，物種分佈於東亞。蒙古櫟是幼蟲的寄主植物。